# L'arma che conquistò il West
L'arma che conquistò il West (The Gun That Won the West) è un film del 1955 diretto da William Castle.
È un western statunitense con Dennis Morgan, Paula Raymond e Richard Denning.

## Trama
Terminata la guerra di secessione, il colonnello Carrington e il suo comando sono incaricati di costruire lungo il Bozeman Trail, un certo numero di "Forti" in territorio dei Sioux, nel Wyoming. Il colonnello recluta due ex soldati di Cavalleria, già esperti esploratori di frontiera: Jim Bridger e "Dakota" Jack Gaines.
In passato, Bridger e Gaines hanno avuto rapporti amichevoli con il capo Sioux Nuvola rossa, ma adesso hanno delle riserve sul secondo comandante del capo, Penna nera. Sia Bridger che Gaines sono fiduciosi di poter stipulare un trattato di pace con i Sioux. 
 
Tuttavia, se scoppiasse la guerra, la vittoria della Cavalleria dipenderebbe dalla consegna di un nuovo fucile, lo "Springfield mod. 1865", dotato di un innovativo sistema di retrocarica.
Il capo Nuvola rossa, per niente intimorito dalla nuova arma, sferra un attacco contro le truppe che avanzano nel suo territorio. Le conseguenze per i Sioux saranno disastrose.

## Produzione
Il film, diretto da William Castle su una sceneggiatura e un soggetto di Robert E. Kent, fu prodotto da Sam Katzman per la Clover Productions e girato nella San Fernando Valley e ney canyon dello Utah dall'8 al 15 ottobre 1954.

## Distribuzione
Il film fu distribuito con il titolo The Gun That Won the West negli Stati Uniti dal 1º settembre 1955 al cinema dalla Columbia Pictures.
Altre distribuzioni:
- in Finlandia il 23 settembre 1955 (Ase joka voitti Lännen)
- in Spagna il 7 giugno 1969 (in TV) (El arma que conquistó el oeste)
- in Brasile (A Conquista do Oeste)
- in Brasile (Conquistando o Oeste)
- in Italia (L'arma che conquistò il West)

## Promozione
La tagline è: When a new kind of weapon wrote history in the Old West!.